# Torneo femenino de hockey sobre césped en los Juegos Olímpicos de Barcelona 1992
El torneo femenino de hockey sobre hierba en los Juegos Olímpicos de Barcelona 1992 se llevó a cabo en el Estadi Olímpic de Terrassa del 27 de julio al 7 de agosto de 1992.
España ganó la medalla de oro por primera vez tras derrotar a Alemania por 2-1 en la final con un gol de oro. Gran Bretaña ganó la medalla de bronce al derrotar a Corea del Sur por 4-3.

## Clasificación
| Competición              | Fecha                             | Sede                      | Plazas | Equipos clasificados                                    |
| ------------------------ | --------------------------------- | ------------------------- | ------ | ------------------------------------------------------- |
| País anfitrión           | –                                 | –                         | 1      | España                                                  |
| Juegos Olímpicos de 1988 | 21 - 30 de septiembre de 1988     | Seúl ( Corea del Sur)     | 1      | Australia                                               |
| Mundial de Hockey 1990   | 2 - 13 de mayo de 1990            | Sídney ( Australia)       | 1      | Países Bajos                                            |
| Preolímpico              | 27 de julio - 7 de agosto de 1991 | Auckland ( Nueva Zelanda) | 5      | Canadá Alemania Reino Unido Nueva Zelanda Corea del Sur |
| TOTAL                    |                                   |                           | 8      | 8                                                       |

## Formato de competición
El torneo fue disputado por ocho conjuntos en dos grupos, que jugaron en sistema de todos contra todos.
Los dos mejores de cada grupo accedieron a las semifinales, siendo los ganadores de estas quienes disputaron la final, y los dos perdedores los que jugaron por el bronce.

## Equipos participantes
| Grupo A         | Grupo B             |
| --------------- | ------------------- |
| Alemania (GER)  | Corea del Sur (KOR) |
| España (ESP)    | Reino Unido (GBR)   |
| Australia (AUS) | Países Bajos (NED)  |
| Canadá (CAN)    | Nueva Zelanda (NZL) |

## Primera fase
Los primeros dos equipos de cada grupo alcanzan las semifinales.

### Grupo A
| Equipo          | J | G | E | P | GF | GC | DG | PTS |
| --------------- | - | - | - | - | -- | -- | -- | --- |
| Alemania (AUS)  | 3 | 2 | 1 | 0 | 7  | 2  | +5 | 5   |
| España (ESP)    | 3 | 2 | 1 | 0 | 5  | 3  | +2 | 5   |
| Australia (AUS) | 3 | 1 | 0 | 2 | 2  | 2  | 0  | 2   |
| Canadá (CAN)    | 3 | 0 | 0 | 3 | 1  | 8  | -7 | 0   |

### Grupo B
| Equipo              | J | G | E | P | GF | GC | DG | PTS |
| ------------------- | - | - | - | - | -- | -- | -- | --- |
| Corea del Sur (KOR) | 3 | 2 | 0 | 1 | 8  | 3  | +5 | 4   |
| Reino Unido (GBR)   | 3 | 2 | 0 | 1 | 7  | 5  | +2 | 4   |
| Países Bajos (NED)  | 3 | 2 | 0 | 1 | 4  | 3  | +1 | 4   |
| Nueva Zelanda (NZL) | 3 | 0 | 0 | 3 | 2  | 10 | -8 | 0   |

## Fase final
|  | Semifinales   | Semifinales |        |          | Final         | Final        |  |
|  | 4 de agosto   | 4 de agosto |        |          | 7 de agosto   | 7 de agosto  |  |
|  |               |             |        |          |               |              |  |
|  |               |             |        |          |               |              |  |
|  | Alemania      | 2           |        |          |               |              |  |
|  | Alemania      | 2           |        |          |               |              |  |
|  | Reino Unido   | 1           |        |          |               |              |  |
|  | Reino Unido   | 1           |        | Alemania | 1             |              |  |
|  |               |             |        | Alemania | 1             |              |  |
|  |               |             | España | 2        |               |              |  |
|  | Corea del Sur | 1           | España | 2        |               |              |  |
|  | Corea del Sur | 1           |        |          |               |              |  |
|  | España        | 2           |        |          | Tercer lugar  | Tercer lugar |  |
|  | España        | 2           |        |          | Tercer lugar  | Tercer lugar |  |
|  |               |             |        |          |               |              |  |
|  |               |             |        |          | Reino Unido   | 4            |  |
|  |               |             |        |          | Reino Unido   | 4            |  |
|  |               |             |        |          | Corea del Sur | 3            |  |
|  |               |             |        |          | Corea del Sur | 3            |  |
|  |               |             |        |          |               |              |  |

## Medallero
| Evento          | Oro | Plata | Bronce |
| --------------- | --- | --- | --- |
| Torneo femenino | España (ESP) Anna Maiques Celia Correa Elisabeth Maragall María Ángeles Rodríguez María Carmen Barea Mariví González Maider Tellería María Isabel Martínez Mercedes Coghen Nagore Gabellanes Natalia Dorado Nuria Olivé Silvia Manrique Sonia Barrio Teresa Motos Virginia Ramírez | Alemania (GER) Britta Becker Tanja Dickenscheid Nadine Ernsting Krienke Christine Ferneck Eva Hagenbäumer Franziska Hentschel Caren Jungjohann Katrin Kauschke Irina Kuhnt Heike Lätzsch Susanne Müller Tina Peters Simone Thomaschinski Bianca Weiß Anke Wild Susie Wollschläger | Reino Unido (GBR) Joanne Thompson Helen Morgan Lisa Bayliss Karen Brown Mary Nevill Jill Atkins Vickey Dixon Wendy Fraser Sandy Lister Jane Sixsmith Alison Ramsay Jackie McWilliams Tammy Miller Mandy Nicholls Kathryn Johnson Susan Fraser |